# Virgil Cândea
Virgil Cândea (n. 29 aprilie 1927, Focșani — d. 16 februarie 2007, București) a fost un istoric al culturii române, membru titular al Academiei Române.

## Studii
- Colegiul Național „Sf. Sava” din București (1938-1945);
- Universitatea din București  - Facultatea de Drept (1945-1949);
- Facultatea de Filosofie(1946-1950);
- Facultatea de Filosofie, Secția clasică(1950-1952);
- Institutul Teologic Universitar(1951-1955);

## Carieră
- doctor în filosofie din 1970 cu teza Filosofia lui Dimitrie Cantemir;
- lucrează la Biblioteca Academiei, succesiv, în Serviciul de bibliografie, Serviciul de studii;
- șef al Secției de documentare științifică până în 1961, când este concediat;
- șef al Serviciului de documentare din cadrul Oficiului Național de Turism „Carpați” în 1962;
- șef al Bibliotecii Institutului „Dr. I. Cantacuzino”(1962-1965);
- director al Secretariatului Asociației Internaționale de Studii Sud-Est Europene(1963-1968);
- director științific al Asociației de Drept Internațional  și Relații Internaționale(1965-1968) și redactor al revistei acesteia;
- cercetător principal la Institutul de Studii Sud-Est Europene din București(1968-1972);
- secretar al Asociației Culturale „România”(1972-1990);
- predă cursuri Facultatea de Drept din București(1963-1966), Institutul de Arte Plastice „N. Grigorescu”(1980-1982), Facultatea de Istorie(1990-1991) și Facultatea de Teologie(1963-1965) ale Universității din București;
- ține, ca invitat, cursuri de istoria relațiilor internaționale la Institutul Universitar de Înalte Studii Internaționale și la Institutul Universitar de Studii  Europene din Geneva(1967-1971), la Universitățile din Beirut(1982), Strasbourg(1983) și „La Sapienza” din Roma(1990);
- membru corespondent al Academiei din 1991 și membru titular din 1993.
- întreprinde investigații asupra istoriei ideilor și a culturilor sud-est europene;
- are contribuții de seamă privind activitatea marilor umaniști români Stolnicul Constantin Cantacuzino și Dimitrie Cantemir și în definirea conceptului de umanism în cultura noastră medievală ;
- identifică, în versiune arabă, prima cronică muntenă de redacție unitară;
- are contribuții decisive la descoperirea picturii postbizantine de expresie arabă(arta melkită);
- după 1963 se concentreză asupra istoriei culturii românești în context sud-est european și universal;
- intervine, începând cu 1975, în controversele româno-maghiare privitoare la Transilvania, atât prin articole publicate în reviste de cultură, cât și printr-o carte scrisă împreuna cu dr. Cornelia Bodea, publicată în 1982 de Universitatea din Boulder(Colorado) și difuzată de Columbia University din New York – Transilvania in the History of Romanians;
- scrie studii despre opera lui Nicolae Iorga, iar în 1966 publică, în colaborare, volumul Pagini din trecutul diplomației românești. Multe lucrări se referă la regândirea fenomenelor de modernizare a culturii, educației și vieții intelectuale de la noi în secolele XVII – XVIII, una dintre acestea – Rațiunea dominată. Contribuții la istoria umanismului romînesc(1979), premiată de Muzeul Literaturii Române în 1980;
- se ocupă de asemenea de editarea operelor lui Dimitrie Cantemir și Alexandru Odobescu;
- se ocupă de depistarea și reconstituirea patrimoniului cultural național înstrăinat. O primă evidență o întocmește în 1962, sub titlul Repertoriul general al bunurilor culturale externe ale poporului român;
- descoperă manuscrise aparținând lui Dimitrie Cantemir în Statele Unite, Siria, Liban și Franța, versiunea arabă a Letopisețului Țării Românești(1292-1664), cea mai veche cronică munteană redactată în limba română, păstrată însă doar în versiunea ei arabă, descoperită într-o mănăstire de lângă Beirut, precum și numeroase manuscrise arabe cuprinzând traduceri de cărți din Țările Române păstrate în Siria, Liban, în Biblioteca Vaticanului, la Cairo și Paris;
- publică sinteza documentelor și  manuscriselor descoperite în străinătate în două volume, sub titlul Mărturii românești peste hotare și Mică enciclopedie de izvoare externe privind istoria și cultura poporului român;
- elaborează studii e istoria artei, principala contribuție fiind identificarea și valorificarea icoanelor creștine de confesiune ortodoxă și greco-catolică din comunitățile arabe din Orientul Apropiat executate de pictori din secolele XVI – XIX;
- participă la rapoarte și comunicări la congresele de științe istorice de la Viena(1965), București(1980), Stuttgart(1985) și Madrid(1990), la congresele de studii sud-est europene de la Sofia(1966), Atena(1970), București(1974), Ankara(1979), Salonic(1994);
- este invitat să susțină conferințe la diverse instituții din Austria, Grecia, Franța, Cehoslovacia, Italia, Noua Zeelandă, Canada, Siria, Israel etc.

## Alte funcții
- membru al   Uniunii Scriitorilor din 1971;
- vicepreședinte al centrului Italo-Român de Studii Istorice Milano in 1978;
- cercetător științific al Centrului Wilson din Washington din 1984;
- membru al Asociației Istoricilor Americani din 1984;
- membru al Centrului European de Cultură din Geneva din 1983;
- director al Universității Euro-Arabe din Roma(1990) ș.a.

## Opere
- Introducere în documentarea științifică,  - în colaborare cu Aurel Avramescu (1960)
- Pagini din trecutul diplomației românești (1966) - în colaborare cu Mircea Malița

## Premii
- primește Premiul „Nejib Habib” decernat de Universitatea din Geneva, pentru contribuții la cunoașterea relațiilor internaționale;
- este decorat cu „Ordinul Cedrului” în grad de ofițer, ca recunoaștere a contribuției sale la istoria tradiției culturale libaneze;
- nu a primit niciodată distincții sau decorații românești.